# Grandham
Grandham é uma comuna francesa na região administrativa de Grande Leste, no departamento Ardenas. Estende-se por uma área de 5,57 km². Em 2010 a comuna tinha 40 habitantes (densidade: 7,2 hab./km²).